# فستالية
الفستالية (الاسم العلمي: Vestalis) هي جنس من الحشرات يتبع الفصيلة الرعاشية من رتبة اليعسوبيات.